# Be as One
Be as One es el segundo álbum de estudio de la cantante japonesa melody., que fue lanzado el 12 de abril de 2006 en Japón, bajo Toy's Factory. La versión limitada de este álbum cuenta con el CD+DVD, con videoclips de sus sencillos y de la realización de su sencillo "See You...".

## Lista de canciones
CD
1. "Be as One" (4:13)
2. "See You..." (4:24)
3. "De ja Vu" (3:22)
4. "Realize" (3:48)
5. "Close Your Eyes: English Version" (5:19)
6. "Promises" (3:40)
7. "Dear Love" (2:46)
8. "Take a Chance" (4:23)
9. "Next to You" (4:35)
10. "Stay with Me" (4:48)
11. "Gift of Love" (4:56)
12. "Miss You: Nagareboshi Remix" (M-Flo Loves Melody. & Yamamoto Ryohei) (5:38)

DVD
1. "Next to You"
2. "Realize"
3. "See You..."

- realización de "See You..."

- Datos: Q1074960